# Paratemnoides feai
Espèce
Synonymes
- Chelifer feai Ellingsen, 1906

Paratemnoides feai est une espèce de pseudoscorpions de la famille des Atemnidae.

## Distribution
Cette espèce se rencontre au Cap-Vert et au Cameroun.

## Étymologie
Cette espèce est nommée en l'honneur de Leonardo Fea.

## Publication originale
- Ellingsen, 1906 : Report on the pseudoscorpions of the Guinea Coast (Africa) collected by Leonardo Fea. Annali del Museo Civico di Storia Naturale di Genova, sér. 3, vol. 2, p. 243-265 (texte intégral).